# Evippomma simoni
Evippomma simoni là một loài nhện trong họ Lycosidae.
Loài này thuộc chi Evippomma. Evippomma simoni được Mark Alderweireldt miêu tả năm 1992.